# Elena Nikitična Trubeckaja
Principessa Elena Nikitična Trubeckaja, (in russo: Елена Никитична Трубецкая) (27 dicembre 1745 – 14 ottobre 1832), è stata una nobildonna russa.

## Biografia
Era la nonogenita di Nikita Jur'evič Trubeckoj, e della sua seconda moglie, Anna Danilovna Kheraskova.

## Matrimonio
Nel 1768 sposò con il procuratore generale Aleksandr Alekseevič Vjazemskij, uno dei più alti dignitari dell'impero, che era più vecchio di lei di quasi 20 anni. Ebbero quattro figlie:
- Ekaterina Aleksandrovna (1769-1824), sposò il conte Dmitrij Tolstoj;
- Anna Aleksandrovna (1770-1840), sposò il duca Antonio Moresco, ebbero due figli;
- Praskov'ja Aleksandrovna (1772-1832), sposò il conte Dmitrij Aleksandrovič Zubov, ebbero sei figli;
- Varvara (1774-1850), sposò il barone Rosenkrantz.

Aveva rapporti amichevoli con i parenti della madre e con il principe Aleksandr Borisovič Kurakin. La sua residenza sulla Prospettiva Nevskij divenne luogo di incontro per l'intero corpo diplomatico.
Insieme al marito, Elena possedeva una delle migliori collezioni di monete, di medaglie e minerali.

## Morte
Morì il 14 ottobre 1832. Fu sepolta accanto al marito nella chiesa dell'Annunciazione di Alexander Nevskij Lavra.